# Fakhruddin Alí Ahmed
Fakhruddin Ali Ahmed (13 de mayo de 1905-11 de febrero de 1977) fue el quinto presidente de la India de 1974 a 1977.
Nació en Delhi, hijo de un coronel, estudió en el St. Stephen's College en Delhi y posteriormente en Inglaterra en el St Catharine's College de Cambridge. Al volver a la India se convirtió en miembro activo del partido del congreso, siendo elegido en 1931 diputado en la Asamblea Local en el estado de Assam.
En 1934 representó a dicho Estado en el Congreso. Estuvo encarcelado cinco años por su apoyo a la campaña en favor de la independencia de Gandhi. Ejerció en distintas ocasiones como ministro de Finanzas y Agricultura, en 1966 fue incluido también como ministro por la primera ministra Indira Gandhi de la que siempre fue partidario. En 1974 resultó elegido quinto presidente del país desde su independencia y segundo de religión, musulmana, permaneció en el cargo hasta su fallecimiento en 1977.

| Predecesor: Varahagiri Venkata Giri | Presidente de la República de la India 1974 - 1977 | Sucesor: B. D. Jatti |